# Hobie cat

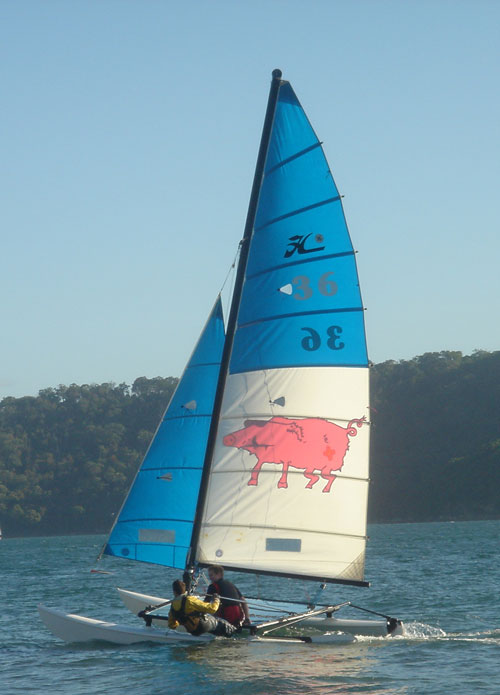
Een Hobie 16

Een Hobie Cat is een kleine catamaran zeilboot. Deze boten worden gebouwd door de Hobie Cat Company of Oceanside in Californië in de Verenigde Staten. Er bestaat ook een Europees filiaal in Frankrijk. Dit bedrijf werd opgericht door Hobie Alter, waar deze catamaran haar voornaam dus van kreeg. De Hobie Cat is een snelle boot, omdat hij weinig contactoppervlak met water vertoont in de lengte richting, maar is moeilijker wendbaar omdat de boot twee rompen en dus twee draaipunten heeft. De Hobie 16 (en 14) heeft geen zwaard wat het verlijeren moet tegen gaan maar makkelijker het strand opvaren is. De Hobie 16 (en 14) heeft daarom een asymmetrische romp welke bol is aan de binnenkant en vlak aan de buitenkant. Dit principe is gelijk aan een vliegtuigvleugel. Bij het varen op hogere snelheden ontstaat aan de ronde binnenkant van de lij romp een onderdruk welke de boot naar loef dirigeert (tegen de wind in). De tweede romp (loef, bovenwinds) dient daarom (enigszins) uit het water gehouden te worden. 
De eerste catamaran die Alter ontwierp was de Hobie 14 in 1967. Twee jaar later werd de Hobie 16 gelanceerd, een ontwerp dat voortbouwde op de eerdere Hobie 14. Tegenwoordig varen er meer dan 350.000 Hobie Cats rond. Daarmee is het na de Laser de meest voorkomende zeilboot.
De Hobie Cat wordt opgetuigd met een grootzeil en meestal ook een fok. Een spinnaker is mogelijk, maar niet toegelaten in wedstrijden, omdat voorbijsteken dan nog moeilijker zou worden. De Hobie Cat wordt normaal met twee personen gezeild.
De Hobie Cat is zo ontworpen, dat hij vanaf het strand kan wegvaren en tot op het strand op de golven kan binnenlopen, al slijt de kiel er wel van afhankelijk hoe men dit uitvoert. Tussen de twee rompen is een trampoline die zorgt voor bemanning ruimte tijdens het varen maar zeker ook de stijfheid en de mechanische samenhang. Hoe strakker men de trampoline spant hoe stijver en sneller de boot zal varen. Het is een van de onderdelen die te "trimmen" zijn om de boot optimaal te laten presteren.
Het is moeilijk om met een Hobie Cat overstag te gaan als hij onvoldoende snelheid maakt of als de fok niet goed staat. Door de fok wat langer te laten staan (bak laten staan) zal de wind de boot overstag duwen, hierbij moet er wel tegengesteld gestuurd worden omdat de boot dan achteruit gaat. Bij weinig wind kan het eenvoudiger zijn om te gijpen. Gijpen bij harde wind wordt sterk afgeraden omdat het zeil dan zo hard kan omslaan dat er schade aan zeil en latten kan ontstaan. Men gaat dan maar overstag wat het "stormrondje" wordt genoemd. Gijpen kan wel bij harde wind maar men moet(!!) er voor zorgen dat de boot zijn snelheid blijft behouden als de wind recht van achter komt. Door dit te doen op de voorkant van een golf (op zee dan) kan men die snelheid behalen. Men zal de gijp dan zelf moeten reguleren door aan de grootschoot op het juiste moment (wind recht achter) de giek naar de andere boeg te forceren.
Bij hoge golven en halve windse koersen op snelheid komt het voor, dat de punt van een romp zich in een golf boort en de boot over de kop slaat. Als de boot op zijn kop ligt is het zaak te voorkomen dat de mast tegen de bodem gaat liggen bonken. Vaak zwemt of loopt een lid van de bemanning naar de masttop om deze hoog te houden. Om dit alles te voorkomen moet men bij hoge golven en ruime koersen zoveel als kan naar achter plaatsnemen. Als de boot omslaat, richt de bemanning die weer op door met de punt naar de wind op de onderste romp te gaan staan en dan aan de bovenste romp te trekken, al dan niet met hulp van een touw aan de mast. Voor één persoon - bijvoorbeeld als de tweede bij het omslaan gewond is geraakt - is de Hobie Cat moeilijk op te richten. Als het niet meteen lukt, dan wordt het nog lastiger, omdat de zeilen en de mast door water zwaarder worden.
De mast bestaat uit aluminium, soms bestaande uit twee delen. Dit wordt gedaan om transport makkelijker te maken.